# North Brighton
North Brighton är en del av en befolkad plats i Australien. Den ligger i kommunen Holdfast Bay och delstaten South Australia, omkring 11 kilometer sydväst om delstatshuvudstaden Adelaide.
Runt North Brighton är det tätbefolkat, med 591 invånare per kvadratkilometer.. Närmaste större samhälle är Adelaide, omkring 11 kilometer nordost om North Brighton.
Genomsnittlig årsnederbörd är 729 millimeter. Den regnigaste månaden är juni, med i genomsnitt 133 mm nederbörd, och den torraste är december, med 21 mm nederbörd.